# Plăișor, Buzău
Plăișor este un sat în comuna Pănătău din județul Buzău, Muntenia, România. Se află în nord-vestul județului, în zona de munte.